# Campofranco
Campofranco (Campufrancu trong tiếng Sicilia là một đô thị ở tỉnh Caltanissetta ở vùng Sicilia, có vị trí cách khoảng 70 km về phía đông nam của Palermo và khoảng 35 km về phía tây của Caltanissetta. Tại thời điểm ngày 31 tháng 12 năm 2004, đô thị này có dân số 3.491 người và diện tích là 36 km².
Campofranco giáp các đô thị: Aragona, Casteltermini, Grotte, Milena, Sutera.